# Рич (окръг)
Окръг Рич (на английски: Rich County) е окръг в щата Юта, Съединени американски щати. Площта му е 2813 km², а населението – 2319 души (2016). Административен център е град Рандълф.